# Siegenia

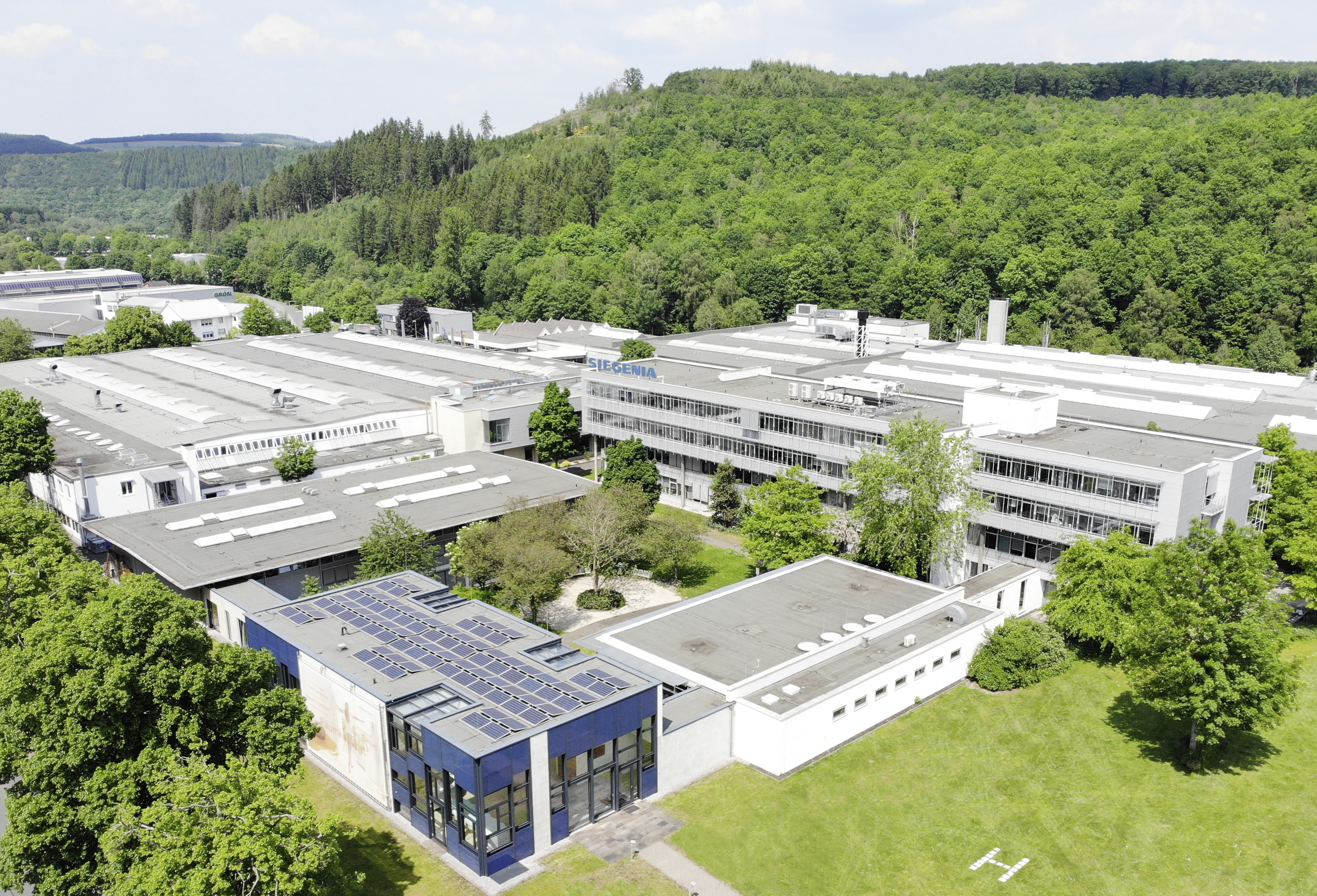
SIEGENIA-Hauptsitz in Niederdielfen (2022)

Die Siegenia-Aubi KG (Eigenschreibweise SIEGENIA-AUBI) ist die Konzernobergesellschaft der Siegenia-Gruppe mit Hauptsitz in Wilnsdorf-Niederdielfen.
Die Siegenia-Aubi KG produziert und liefert Beschlagtechnik für Fenster und Fenstertüren sowie Motorik und Sensorik zur Automatisierung von Lüftungs- und Gebäudetechnik. Ergänzt wird das Angebot durch Türschließsysteme der Unternehmenstochter KFV Karl Fliether GmbH & Co. KG sowie Lösungen für den Einbruchschutz und die Fensterreparatur der SASS – Siegenia-Aubi Sicherheits-Service GmbH.

## Geschichte
1914 gründete Wilhelm Jäger das Press- und Stanzwerk Kaan-Marienborn. Das Unternehmen stellte zunächst Behälterböden für die im Siegerland ansässige Apparatebau-Industrie her. 1919 übernahm sein Schwiegersohn Adolf Frank das Unternehmen und richtete das Produktportfolio auf Kleineisenwaren und Beschläge für die deutsche Möbelindustrie aus. Zudem wurden Patente für Lüftungsflügel und Drehkippbeschläge entwickelt.
1937 erfolgte eine Umwandlung in die Kommanditgesellschaft Jäger, Frank & Co. KG. Adolf Frank wurde alleiniger geschäftsführender Gesellschafter. Mit dem Wiederaufbau nach dem Zweiten Weltkrieg und der starken Nachfrage nach Bauelementen entwickelte Gerhard Frank, der Enkel des Gründers, das Unternehmen ab 1950 zu einem der Beschlaglieferanten für Fensterhandwerk und -industrie. Das Warenzeichen Siegenia wurde 1955 beim Patentamt eingetragen. Das Unternehmen wurde 1970 in Siegenia-Frank KG umbenannt.
Wieland Frank, Urenkel von Wilhelm Jäger, übernahm 1988 die Führung des Unternehmens. Unter seiner Leitung wurde Siegenia zu einem Anbieter von Produkten und Systemen für Raumkomfort. Hierzu erwarb er u. a. 1998 Geschäftsanteile der Aubi Baubeschläge GmbH, einem Hersteller von Beschlagtechnik. 2003 erfolgte der Zusammenschluss der beiden Unternehmen unter dem gemeinsamen Namen Siegenia-Aubi. 2004 wurde die Siegenia-Aubi Sicherheits-Service GmbH gegründet, die ihren Schwerpunkt auf Produkte und Service zu Einbruchschutz und Fensterreparatur legt. Zwei Jahre später übernahm Siegenia die KFV Karl Fliether GmbH & Co. KG in Velbert, deren Hauptgeschäftsfeld Schließsysteme für Türen sind.
2005 wurde der Geschäftsbereich Lüftungstechnik von Kaan-Marienborn nach Wilnsdorf verlagert.
Im April 2014 feierte das Unternehmen sein 100-jähriges Jubiläum.
2016 erfolgte die Inbetriebnahme einer Galvanikanlage am Hauptstandort Niederdielfen.

## Standorte
Die Siegenia-Gruppe ist mit Standorten in Europa und Asien vertreten:
- Deutschland, Wilnsdorf-Niederdielfen, Hermeskeil, Velbert, Wadern
- China, Hebei
- Frankreich, Didenheim
- Großbritannien, Coventry
- Indien, Gurugram
- Italien, Mailand
- Niederlande, Raamsdonksveer
- Österreich, Eugendorf
- Polen, Kluczbork
- Russland, Moskau
- Schweiz, Uetendorf
- Türkei, Istanbul
- Ukraine, Kiew
- Ungarn, Kecskemét
- Südkorea, Gyeonggi-do
- Belarus

## Produkte
Bei der Produktentwicklung werden laut der Unternehmenswerbung Aspekte wie Wohngesundheit, generationsübergreifendes Design, Sicherheit und smartes Wohnen berücksichtigt. Die Produktpalette der Siegenia Gruppe umfasst u. a.:
- Beschlagtechnik für Fenster und Fenstertüren
- Wand- und Fensterlüfter zur bedarfsgerechten Be- und Entlüftung
- Gebäudetechnische und mobile Lösungen für Hausautomation und Einbruchschutz
- Automatikverschlüsse, Schlösser und Mehrfachverriegelungen für Außentüren, sowie Fluchttürverschlüsse für Notausgangs- und Paniktüren
- Motorische Antriebe und Verriegelungen
- Erweiterungsmodule für Fremdsysteme mit Siegenia Motorik